# Arturo Montorsi
Arturo Montorsi (...) è un ex schermidore italiano, specializzato nella sciabola. Ha vinto una medaglia d'argento ai Campionati mondiali di scherma del 1955, nella competizione della sciabola a squadre.

## Palmarès

### Risultati élite
In carriera ha ottenuto i seguenti risultati:
Mondiali
Individuale
A squadre
- Argento nella sciabola a Roma 1955

### Risultati giovani
Mondiali giovani
Individuale
- Bronzo nel fioretto a Nizza 1950
- Bronzo nel fioretto a Cremona 1952

A squadre